# Ибри
И́бри (араб. عبري‎) — город, административный центр провинции Эд-Дахира Султаната Оман, а также одноименного вилайета. Расположен в 279 км к западу от столицы Маската, во внутренних территориях страны. Население 97 429 человек (2003). Вилайет Ибри объединяет около 118 деревень.

## История и достопримечательности
С древних времён через Ибри проходили важные караванные пути, связывающие различные части Аравийского полуострова. На город отложили свой отпечаток городская, деревенская и бедуинская цивилизации. В разные времена в Ибри были построены многочисленные крепости и форты, важнейшие из которых: 
- Крепость Ибри — находится в центре города, рядом с городским рынком, построена в XII веке.
- Крепость Эс-Салиф — историческая крепость, построена в 1711-1718 имамом Султаном бен Сейфом Эль-Яараби на горе Шанбух, возвышающейся над вади Эс-Салиф.
- Крепость Эль-Айнейн — представляет собой укреплённый дом, который построил шейх Насыр бен Мухаммед Аль-Гафири в 1740.